# This Is the Life (Amy Macdonald-låt)
This Is the Life är en sång skriven av Amy Macdonald från albumet med samma namn 2007. Singeln släpptes i Storbritannien den 10 december 2007, och i de flesta andra av Europas länder i april 2008, och blev en stor hitlåt världen över. Den har toppat fem listor, och placerat sig bland de tio främst placerade på 11 listor världen över. I musikvideon syns Amy Macdonald och kompisar på natten.

## Listplaceringar
Låten släpptes första gången i Storbritannien under sent 2007, och nådde där topplaceringen #28. 2008 släpptes den med framgång i flera av Europas länder, och blev en stor framgång på listorna Nederländska Mega Top 50 och nederländska Top 40, Ultratop 50 (Flandern, Belgien), the Ultratop 40 (Vallonien, Belgien), och FIMI (Italien), den  tyska singellistan och SNEP (Frankrike), med topplaceringen #2. Låten fick också mycket speltid i radio och nådde framgångar på digitala listor i Österrike, Schweiz och Vallonien, Belgien.

## Listlista
CD-singel
1. "This Is the Life" — 3:05
2. "This Much Is True" — 2:44

Digital nedladdning
1. "This Is the Life" — 3:05
2. "This Is the Life (akustisk version)" — 3:06

## Certifikat och försäljning
| Land      | Certifikat | Datum           | Sålda exemplar | Fysiska singlar | Digital nedladdning |
| --------- | ---------- | --------------- | -------------- | --------------- | ------------------- |
| Belgien   | Platina    | 18 oktober 2008 | 40 000         |                 |                     |
| Frankrike | —          | —               | —              | 45 870 (2008)   | 82 870 (2008)       |
| Tyskland  | Platina    | 2008            | 300 000        |                 |                     |
| Schweiz   | Guld       | 2008            | 15 000         |                 |                     |
| Spanien   | Guld       | 2009            | 20 000         |                 |                     |

## Listplaceringar
| Lista (2008)                      | Topplacering |
| --------------------------------- | ------------ |
| Österrikiska singellistan         | 1            |
| Belgiska singellistan (Flandern)  | 1            |
| Belgiska singellistan (Vallonien) | 1            |
| Tjeckiska spellistan              | 1            |
| Danska singellistan               | 8            |
| Nederländska singellistan         | 1            |
| Eurochart Hot 100 Singles         | 2            |
| Franska digitala listan           | 3            |
| Franska SNEP-singellistan         | 2            |
| Tyska singellistan                | 2            |
| Grekiska spellistan               | 1            |
| Grekiska digitala listan          | 5            |
| Ungerspa spellistan               | 4            |
| Italienska FIMI-singellistan      | 2            |
| Norska singellistan               | 6            |
| Spanska singellistan              | 3            |
| Svenska singellistan              | 3            |
| Schweiziska spellistan            | 1            |
| Schweizisksa singellista          | 2            |
| Brittiska singellistan            | 28           |
| US Billboard Triple A             | 25           |

| Årsskifteslista (2008)            | Position |
| --------------------------------- | -------- |
| Österrikiska singellistan         | 8        |
| Belgiska singellistan (Flandern)  | 1        |
| Belgiska singellistan (Vallonien) | 3        |
| Nederländska singellistan         | 1        |
| Eurochart Hot 100                 | 9        |
| Franska spellistan                | 16       |
| Franska spellistan                | 29       |
| Tyska singellistan                | 8        |
| Schweiziska singellistan          | 5        |